# Monophosphan
Monophosphan, umgangssprachlich unpräzise als Phosphorwasserstoff oder veraltet als Phosphin bezeichnet, gehört zur Gruppe der Phosphane. Monophosphan ist eine chemische Verbindung des Elements Phosphor mit der Summenformel PH3. 
Monophosphan ist ein brennbares, äußerst giftiges, im reinen Zustand geruchloses Gas. Reines Monophosphan ist erst bei 150 °C selbstentzündlich. Durch das Vorhandensein von Diphosphan P2H4 brennt kommerziell erhältliches und im Labor zubereitetes Gas jedoch auch bei Raumtemperatur bei der Zufuhr von Luft; das Diphosphan und andere Phosphane verleihen diesem gewöhnlich nicht ganz reinen Monophosphan einen starken Geruch nach Knoblauch.
Als mutagenes Klastogen kann es als Gift wirken, indem es Chromosomenaberrationen hervorruft und somit eine kanzerogene Wirkung besitzen würde.
Es wurde zuerst von dem Lavoisier-Schüler Philippe Gengembre 1789 dargestellt, in der flüssigen selbstentzündlichen Form von Paul Thénard 1845, der auch die feste Form fand, und die erste direkte Analyse erfolgte durch Ludwig Gattermann 1890.
Der Nachweis von Monophosphan in der Atmosphäre wurde als ein möglicher Hinweis auf Leben auf erdähnlichen Planeten vorgeschlagen, da es spektroskopisch nachweisbar ist und auf der Erde nur biologisch oder künstlich erzeugt wird. Am 14. September 2020 wurde in einer Veröffentlichung bei Nature Astronomy der Nachweis von Monophosphan in der Atmosphäre der Venus bekannt gegeben, wobei ein Mechanismus für die Bildung des Gases in der Venusatmosphäre bisher unbekannt ist. In der Atmosphäre der Gasplaneten Jupiter und Saturn ist Monophosphan seit den 1970er-Jahren bekannt und wird hier wahrscheinlich in den tieferen, heißen Regionen unter hohem Druck gebildet.

## Gewinnung und Darstellung
Es gibt zahlreiche Möglichkeiten zur Darstellung von Monophosphan. Zum Beispiel disproportioniert weißer Phosphor (P4) im alkalischen Medium zu Phosphan und Phosphinsäure, welche bei höheren Temperaturen zu Monophosphan und Phosphonsäure disproportioniert, welche wiederum zu Phosphorsäure und Monophosphan disproportioniert:
{\displaystyle \mathrm {2\ P_{4}+12\ H_{2}O\longrightarrow } } {\displaystyle \mathrm {2\ PH_{3}+6\ H_{3}PO_{2}\longrightarrow } } {\displaystyle \mathrm {4\ PH_{3}+4\ H_{3}PO_{3}\longrightarrow } } {\displaystyle \mathrm {5\ PH_{3}+3\ H_{3}PO_{4}} }
Diese Methode wird technisch im Autoklaven bei 250 °C durchgeführt.
Analog zur Herstellung von Ammoniak (Haber-Bosch-Verfahren) kann auch eine Synthese aus den Elementen erfolgen:
{\displaystyle \mathrm {P_{4}+6\ H_{2}\longrightarrow 4\ PH_{3}} }
Monophosphan entsteht auch bei der sauren Hydrolyse von salzartigen Phosphiden und Phosphonium-Salzen, sowie bei der Hydridolyse von Phosphorhalogeniden wie z. B. Phosphortrichlorid mit Lithiumaluminiumhydrid in Ether.
Im Labor wird Monophosphan in annähernd quantitativer Ausbeute durch thermische Zersetzung von kristalliner Phosphonsäure zwischen 200 und 350 °C
{\displaystyle {\ce {4 H3PO3 ->[T][] 3 H3PO4 + PH3}}}
oder durch Umsetzung von Aluminiumphosphid mit konzentrierter Schwefelsäure erhalten:
{\displaystyle {\ce {2 AlP + 3 H2SO4 -> 2 PH3 + Al2(SO4)3}}}

## Eigenschaften

### Physikalische Eigenschaften
Monophosphan ist in Wasser kaum löslich, die wässrige Lösung reagiert neutral.
Das Molekül ist trigonal-pyramidal gebaut. Der Winkel zwischen den einzelnen Wasserstoffatomen beträgt 93,5°. Der Abstand zwischen dem Phosphor- und den Wasserstoffatomen beträgt 1,419 Å.

Geometrie von Monophosphan

| Kritische Temperatur     | 51,9 °C       |
| Kritischer Druck         | 65,3 bar      |
| Gibbs-Energie            | 13 kJ/mol     |
| Standardentropie         | 210 J/(mol·K) |
| Wärmekapazität           | 37 J/(mol·K)  |
| Verdampfungsenthalpie    | 1 kJ/mol      |
| Elektrisches Dipolmoment | 1,9·10−30 C·m |

### Chemische Eigenschaften
Monophosphan ist eine schwache Base (pKb ~27). Mit Halogenwasserstoffsäuren reagiert es zu unbeständigen Salzen, den sogenannten Phosphoniumsalzen. Bei erhöhter Temperatur zersetzt es sich in die Elemente Wasserstoff und Phosphor.
Mit starken Basen wie Natriumamid oder Butyllithium lassen sich die Wasserstoffatome durch Alkalimetalle ersetzen. Durch Substitution sämtlicher Wasserstoffatome lassen sich die sogenannten Phosphide synthetisieren.
Das Standard-Reduktionspotential beträgt im sauren Milieu −0,063 V, im basischen −0,89 V.
Bei 150 °C entzündet sich reines Monophosphan in Luft und wird zu Phosphorsäure oxidiert:
{\displaystyle \mathrm {PH_{3}+2\ O_{2}\longrightarrow H_{3}PO_{4}+1270\ kJ} }
In Gegenwart von Spuren von Diphosphan mit 0,2 % entzündet sich Monophosphan sofort spontan in Gegenwart von Luft.

## Verwendung
Monophosphan wird zur Schädlingsbekämpfung, insbesondere zur Mäuse- und Insektenbekämpfung in Getreidesilos und Lagern von Pflanzenprodukten eingesetzt. Die Begasung kann durch Fachkräfte direkt mit Monophosphangas erfolgen. Häufig werden stattdessen feste Präparate (z. B. mit dem Wirkstoff Aluminiumphosphid AlP oder Calciumphosphid Ca3P2) ausgelegt, die mit der Luftfeuchtigkeit reagieren und so das Monophosphangas freisetzen.
Es wird auch in der Halbleiterindustrie, beispielsweise bei der Herstellung von Leuchtdioden, zur Dotierung mit Phosphor verwendet. Außerdem wird es zur Synthese diverser organischer Verbindungen verwendet.
Es wurden auch schon Versuche zur Phosphordüngung mittels Monophosphan angestellt.

## Sicherheitshinweise
Monophosphan ist ein sehr starkes Nerven- und Stoffwechselgift, das nicht nur bei Säugetieren, sondern auch bei Insekten schon bei niedriger Konzentration hochwirksam ist. Beim Menschen löst es Blutdruckabfall, Erbrechen, Lungenödeme und Koma aus. Außerdem ist Monophosphan durch Spuren von Diphosphan an der Luft selbstentzündlich, so dass bei Handhabung strenge Sicherheitsvorkehrungen notwendig sind.

## Nachweis
Monophosphan lässt sich am einfachsten mit sogenannten Prüfröhrchen oder entsprechenden Sensoren nachweisen. Außerdem ist der Geruch von Phosphan (genauer gesagt, der Geruch der enthaltenen Verunreinigungen) ab einer Konzentration von 2 ppm wahrnehmbar.